# Pseudattulus kratochvili
Pseudattulus kratochvili är en spindelart som beskrevs av Lodovico di Caporiacco 1947. Pseudattulus kratochvili ingår i släktet Pseudattulus och familjen hoppspindlar. Inga underarter finns listade i Catalogue of Life.